# コイ (アラバマ州)
コイ（Coy）は、アメリカ合衆国のアラバマ州ウィルコックス郡にある非法人地域。コイは、アラバマ川に位置している。コイにあるドライ・フォーク・プランテーションはアメリカ合衆国国家歴史登録財に登録されている。

## 地形
コイは、北緯31度53分42秒 西経87度27分47秒 / 北緯31.8950度 西経87.4630度座標: 北緯31度53分42秒 西経87度27分47秒 / 北緯31.8950度 西経87.4630度に位置しており、海抜は95フィート (29 m)。